# Huttonaea fimbriata
Huttonaea fimbriata là một loài thực vật có hoa trong họ Lan. Loài này được (Harv.) Rchb.f. mô tả khoa học đầu tiên năm 1867.